# Cynopterus horsfieldii
Il pipistrello dal muso corto di Horsfield (Cynopterus horsfieldii  Gray, 1843) è un pipistrello appartenente alla famiglia degli Pteropodidi, diffuso in Indonesia.

## Descrizione

### Dimensioni
Pipistrello di piccole dimensioni con la lunghezza della testa e del corpo tra 80 e 196 mm, la lunghezza dell'avambraccio tra 64 e 89,5 mm,  la lunghezza della coda tra 7 e 15 mm, la lunghezza del piede tra 14,5 e 17 mm, la lunghezza delle orecchie tra 17 e 18 mm e un peso fino a 70 g.

### Aspetto
La pelliccia è corta. Il colore del dorso è bruno-grigiastro, la testa è più scura, mentre le parti ventrali sono bruno-giallastre. Nei maschi è presente un collare di peli bruno-rossiccio, più chiaro nelle femmine. Il muso è corto e largo, gli occhi sono grandi. Le orecchie sono grandi, rotonde e marcate di bianco. Le falangi e i metacarpi sono biancastri, in netto contrasto con le membrane alari marroni scure. La coda è corta, mentre l'uropatagio è ridotto ad una sottile membrana lungo la parte interna degli arti inferiori.

## Biologia

### Comportamento
Si rifugia in piccoli gruppi tra la densa vegetazione della foresta. Talvolta forma colonie numerose all'interno delle grotte.

### Alimentazione

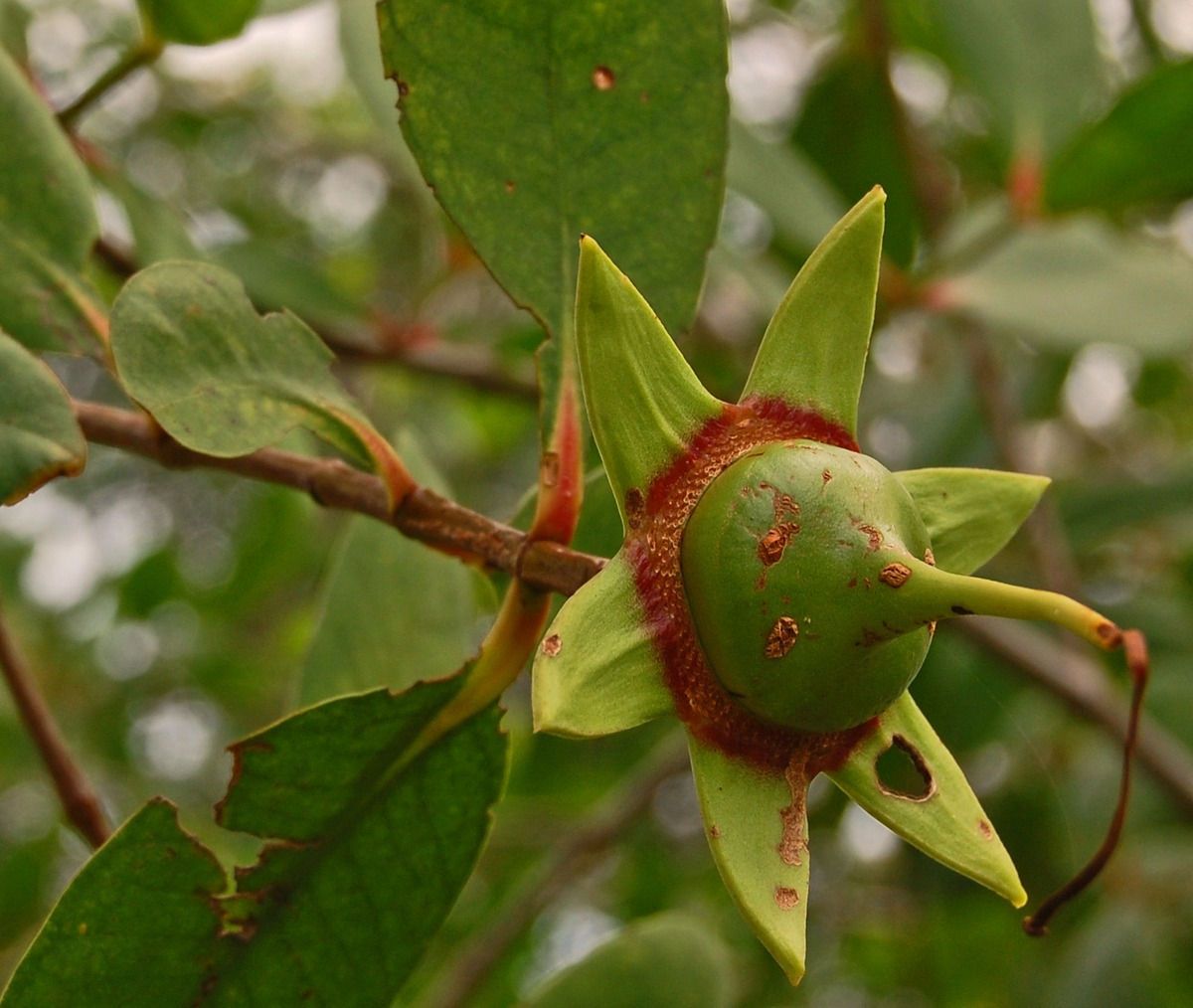
Frutto di Sonneratia caseolaris

Si nutre di frutti del mango (Mangifera indica), Sonneratia caseolaris, Oroxylum indicum e di specie dei generi Dolichandrone, Markhhamia, Bombax, Musa, Eugenia, Palaquium, Trema.

### Riproduzione
Si riproduce durante tutto l'anno. I maschi formano degli harem.

## Distribuzione e habitat
Questa specie è diffusa in Thailandia, Penisola Malese, Sumatra, Borneo, Giava ed alcune isole vicine.
Vive nelle foreste incontaminate, aree agricole, insediamenti umani, frutteti e foreste secondarie.

## Tassonomia
Sono state riconosciute 4 sottospecie:
- Cynopterus horsfieldii horsfieldii - sottospecie nominale, diffusa a Giava, Bali, Lombok
- Cynopterus horsfieldii harpax (Thomas & Wroughton, 1909) - presente in Birmania meridionale, Thailandia centro-occidentale e meridionale, Cambogia[6], Vietnam meridionale, Penisola Malese, Pulau Penang, Pulau Tioman, Singapore, Sumatra, Simeulue
- Cynopterus horsfieldii persimilis (K.Andersen, 1912) - endemica del Borneo
- Cynopterus horsfieldii princeps (Miller, 1906) - endemica dell'isola di Nias

## Conservazione
La IUCN Red List, considerato il vasto areale, la popolazione numerosa e tollerante ai cambiamenti ambientali, classifica C. horsfieldii come specie a rischio minimo (Least Concern).